# Rassentheorie

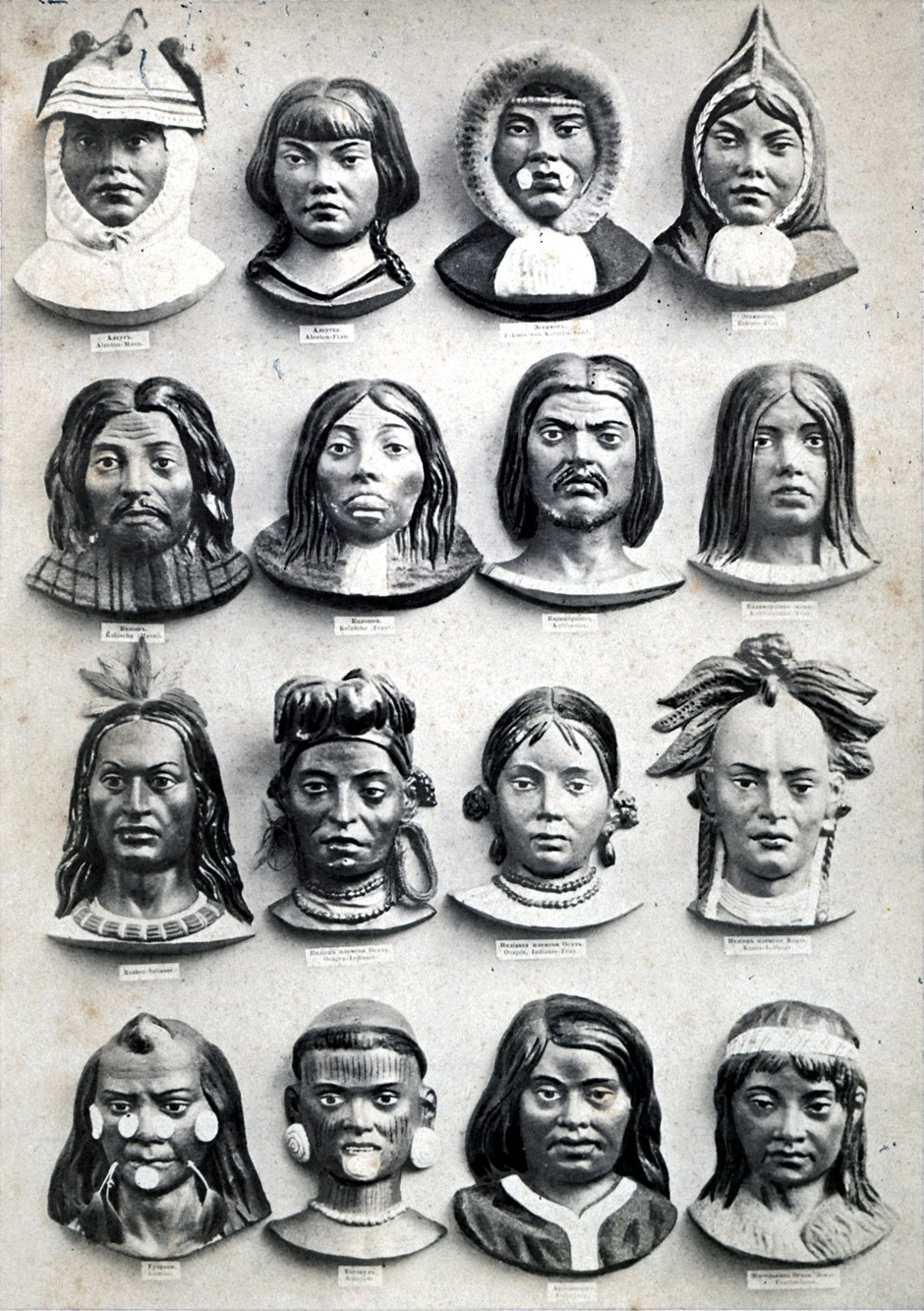
Eine für das 19. Jahrhundert typische systematische Einteilung der Menschen in Rassen (nach Karl Ernst von Baer, 1862)

Rassentheorien (zusammenfassend auch als Rassenkunde oder Rassenlehre bezeichnet) sind Theorien, welche die Menschheit in verschiedene Rassen einteilen. Sie waren vor allem im 19. und im frühen 20. Jahrhundert sehr einflussreich, gelten aber heute als überholt und wissenschaftlich nicht mehr haltbar. Die Rassen wurden primär aufgrund äußerlicher (phänotypischer) Merkmale wie Hautfarbe, Behaarung oder Schädelform typologisch unterschieden, häufig wurden aber auch zusätzliche Unterschiede im Charakter und den Fähigkeiten entsprechender Individuen angenommen bzw. behauptet.
In verschiedenen gesellschaftlichen und politischen Milieus und zu verschiedenen Zeiten erfuhr die Bezeichnung „Rasse“ jeweils unterschiedliche Verwendungen bei Versuchen zur Gruppierung oder Klassifizierung des Menschen. In der Anthropologie wurde Rasse vom späten 17. Jahrhundert bis gegen Ende des 20. Jahrhunderts als Bezeichnung zur Klassifizierung von Menschen verwendet, seit dem 19. Jahrhundert vielfach synonym mit Volk. Daneben entstanden auch in der Ethnologie und der Soziologie sowie als Rassenbiologie in der Biologie auf den Menschen bezogene Rassekonzepte.
Derartige Untergliederungen der Menschheit waren zum Teil nur neutrale Versuche einer Klassifizierung, zum Teil waren sie aber auch mit Wertungen verbunden, indem man angeblich höher- und minderwertige Menschenrassen unterschied (Rassismus) und Zusammenhänge zwischen rassisch bedingten Eigenschaften und der Kulturentwicklung behauptete.
In der heutigen Biologie wird der Mensch weder in Rassen noch in Unterarten unterteilt. Molekularbiologische und populationsgenetische Forschungen seit den 1970er Jahren haben gezeigt, dass eine systematische Unterteilung der Menschen in Unterarten ihrer enormen Vielfalt und den fließenden Übergängen zwischen geographischen Populationen nicht gerecht wird. Zudem wurde herausgefunden, dass die augenfälligen phänotypischen Unterscheidungsmerkmale der Rassentheorien nur von sehr wenigen Genen verursacht werden, der größte Teil genetischer Unterschiede beim Menschen stattdessen innerhalb einer sogenannten „Rasse“ zu finden ist. Anders ausgedrückt: Die Variationen eines jeden Merkmals innerhalb der Art Mensch gehen in sehr unterschiedlicher Weise über die angeblichen Rassengrenzen hinaus und beweisen damit deren willkürlichen Charakter.
Überdies ist etwa die Hautfarbe evolutionär ein sehr labiles Merkmal, das heißt, sie hat sich bei Wanderungsbewegungen menschlicher Populationen über verschiedene Breitengrade hinweg in relativ kurzer Zeit verändert. Dies liegt daran, dass die Hautfarbe unter starkem Selektionsdruck steht. So gehen Anthropologen heute davon aus, dass die ersten nach Europa eingewanderten modernen Menschen (Cro-Magnon-Mensch) dunkelhäutig waren. Erst in den letzten 5000 Jahren hellte sich die Hautfarbe der Europäer auf, vermutlich durch Anpassung an die durch Europas geringe Sonnenstrahlung erschwerte körpereigene Herstellung von Vitamin D und durch Wahl der Sexualpartner nach veränderten Schönheitsidealen.
Die Einteilung des Menschen in biologische Rassen entspricht damit nicht mehr dem Stand der Wissenschaft. Dennoch wird der Begriff bisweilen in der biomedizinischen Forschung und im offiziellen Sprachgebrauch in manchen Ländern (etwa in den USA, dem UK und in Lateinamerika) nach wie vor verwendet. Dabei wird das Wort race nicht in einem biologischen Sinn, sondern als soziale Kategorie verwendet, die sich weitgehend auf eine Selbsteinschätzung der betroffenen Personen stützt. So widmen sich heutzutage insbesondere die Critical Race Theory und die Kritische Weißseinsforschung dem Thema Rasse.

## Begriffsgeschichte

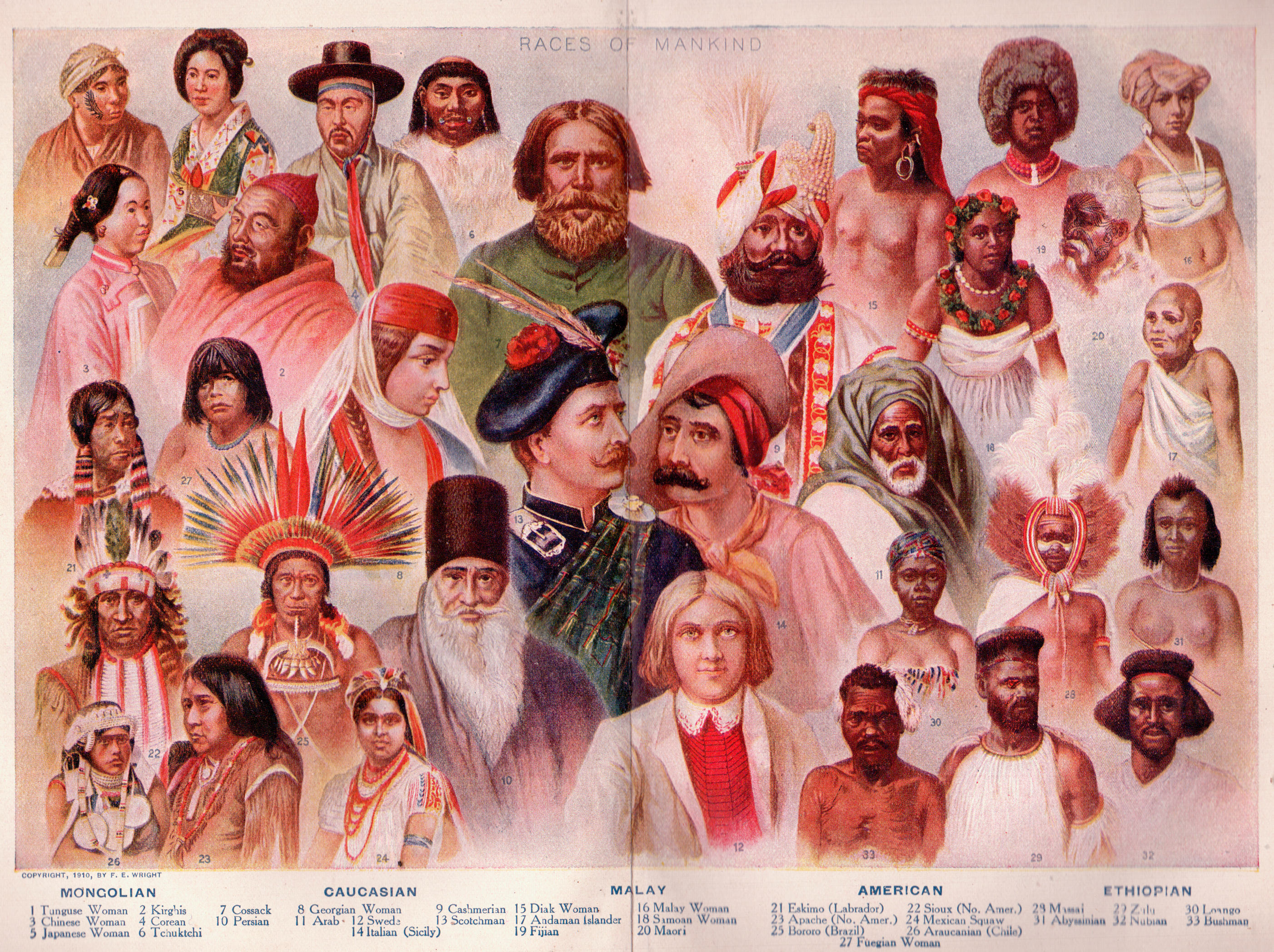
„Die Rassen der Menschheit“, Webster’s Dictionary 1911. Vertreter verschiedener Völker repräsentieren die hier sogenannten „fünf Hauptrassen“: Mongolide, Kaukasier, Malaien, Amerikaner, Äthiopier.

Die Verwendung des Wortes Rasse ist vereinzelt in romanischen Sprachen seit dem frühen 13. Jahrhundert nachgewiesen. Vermehrt gebräuchlich wurde es im 15. Jahrhundert, und zwar hauptsächlich bei der Beschreibung von Adelsfamilien und in der Pferdezucht. In der Folgezeit fand es zunehmend Verwendung für verschiedenste Arten menschlicher Kollektive, etwa für Religionsgemeinschaften („christliche Rasse“) oder auch für die Menschheit insgesamt („menschliche Rasse“). Zur Klassifikation von Menschen im Sinne einer anthropologischen Taxonomie wurde es wohl erstmals 1684 von François Bernier benutzt. Im Französischen und im Englischen avancierte der Begriff Rasse „zu einem zentralen Begriff der Geschichtsschreibung“ (Geulen); im Deutschen dagegen blieb er zunächst eher unbedeutend und erlangte erst im späten 19. Jahrhundert eine größere Popularität. Deutschland war insofern nicht nur, was die Ausbildung eines Nationalstaats betraf, sondern auch hinsichtlich der Verwendung des Rasse-Begriffs „eine verspätete Nation“.
In der biologischen Anthropologie war die Unterteilung der Art Homo sapiens in verschiedene Rassen bis in das späte 20. Jahrhundert üblich. In der Nachkriegsliteratur nach dem Zweiten Weltkrieg überwog die populationsgenetische Rassendefinition („Eine Rasse ist eine Gruppe verwandter, miteinander sich mischender Einzelwesen, eine Population, die sich von anderen Populationen durch die relativ große Gemeinsamkeit bestimmter vererbbarer Merkmale unterscheidet“). Seit den 1970er Jahren erwuchsen jedoch aufgrund genetischer Untersuchungen zunehmend Zweifel an der Berechtigung, von menschlichen Rassen zu sprechen. In einer „Stellungnahme zur Rassenfrage“ urteilten 1995 achtzehn international renommierte Humanbiologen und Genetiker im Anschluss an die UNESCO-Konferenz „Gegen Rassismus, Gewalt und Diskriminierung“ in Schlaining, dass der Begriff der Rasse in seiner Anwendung auf die menschliche Vielfalt „völlig obsolet geworden“ sei, und riefen dazu auf, ihn „durch Anschauungen und Schlussfolgerungen auf der Grundlage des heutigen Verständnisses genetischer Vielfalt“ zu ersetzen. Es gebe aus biologischer und genetischer Sicht keinen Grund mehr, den Begriff „Rasse“ weiter zu verwenden. 1996 veröffentlichte die „American Association of Physical Anthropologists“ eine Erklärung, der zufolge das Konzept der Rasse als einer abgrenzbaren Gruppe von Menschen, die sich hauptsächlich aus Vertretern mit typischen Merkmalen zusammensetze, wissenschaftlich nicht haltbar sei.
Enzyklopädien wie der Brockhaus oder Meyers Lexikon bezeichnen in ihren aktuellen Ausgaben (Brockhaus ab 2006) derartige typologisch-rassensystematische Kategorien als „veraltet“. Auf der Grundlage der neueren wissenschaftlichen Erkenntnisse sprach sich 2008 das Deutsche Institut für Menschenrechte insbesondere gegen die Verwendung des Begriffs „Rasse“ in Gesetzestexten aus.
In Art. 3 Abs. 3 des Grundgesetzes der Bundesrepublik Deutschland wird er weiterhin verwendet. Dies gilt auch für Art. 14 der Europäischen Menschenrechtskonvention sowie für Art. 1 Abs. 1 des 14. Zusatzprotokolls zu dieser Konvention, das vom 4. November 2000 stammt und am 1. April 2005 in Kraft trat. Diese Bezugnahmen auf den Begriff „Rasse“ sind jedoch nicht als gesetzgeberische Bestätigungen einer Rassentheorie anzusehen, sondern sie bringen zum Ausdruck, dass eine unterschiedliche Behandlung von Menschen aufgrund ihrer Zuordnung zu verschiedenen Rassen diskriminierend und daher abzulehnen ist. In der Gesetzesbegründung zum Allgemeinen Gleichbehandlungsgesetz heißt es, dass das Gesetz nicht die Existenz menschlicher Rassen annimmt, sondern dass derjenige, der sich rassistisch verhält, dies annimmt. Das Gesetz zur Verbesserung der Eingliederungschancen am Arbeitsmarkt vom 20. Dezember 2011 verwendet (in Art. 2 Nr. 18) den Begriff „Rasse“.
In Norwegen wurde 2010 vom Gesetzgeber der Begriff „Rasse“ aus den sich mit Diskriminierung befassenden nationalen Gesetzen entfernt, da der Begriff als problematisch und unethisch gilt. Das norwegische Gesetz gegen Diskriminierung verwendet lediglich die Begriffe ethnische und nationale Herkunft, Abstammung und Hautfarbe.
Im Juli 2018 strich die französische Nationalversammlung mit der Begründung, es sei veraltet, das Wort „Rasse“ aus der Verfassung.
Näheres zum Gebrauch und zur Etymologie des Wortes Rasse siehe Rasse.

## Geschichte

### Frühere Klassifikationen
Eine systematische Klassifizierung von Menschen aufgrund ihrer Herkunft entwickelte schon Aristoteles. Dabei übernahm er die damals unter den Griechen herrschende Überzeugung, dass alle anderen Völker („Barbaren“) in charakterlicher und kultureller Hinsicht unterlegen seien, und erklärte dies aus den andersartigen klimatischen Verhältnissen, denen sie ausgesetzt waren. Dieses Konzept des Barbaren wurde von den Römern übernommen. Mit dem Aufstieg des Christentums zur Staatsreligion trat jedoch ein neues Klassifikationsschema an seine Stelle, das die Menschen nach ihrer Religion unterschied: Christen, Juden, Heiden und Häretiker, später ergänzt durch die Muslime. Diese Klassifikation blieb in der christlichen Welt bis in die frühe Neuzeit maßgebend.
Die ersten bekannten Klassifizierungen von Menschen nach Hautfarbe in Verbindung mit einer Bewertung finden sich in arabischen Quellen ab dem 10. Jahrhundert. Wie Bernard Lewis bereits in seinem 1971 erschienenen Buch Race and Color in Islam nachgewiesen hat, handelt es sich beim hautfarbenen Rassismus um eine arabische Innovation. Dabei liegt eine trichotomische, klimatheoretisch begründete Rassenlehre vor, bei der die zwei minderwertigen Rassen der Weißen (hier Europäer Türken und Ostasiaten) und der Schwarzen (Afrikaner und Inder) aus „klimatischen Extremzonen“ der höherwertigen Rasse der Hellbraunen respektive Roten – jener der Araber – aus der „mittleren“ Klimazone (tatsächlich Subtropen) gegenüberstehen. Entsprechende Ausführungen sind bei Al-Muqaddasī, Avicenna, Said al-Andalusi, Ibn Khaldun, aber auch bei jüdischen Gelehrten der islamischen Welt wie Jehuda Halevi und Moses Maimonides zu finden. Der Islam kennt keine solche Klassifikation, allerdings eine, die die Menschen nach religiösem Bekenntnis hierarchisch einordnet (kufr). Inwiefern dieser arabische Hautfarbenrassismus über die Reconquista oder die Rezeption arabischer Philosophen (insbesondere Avicennas) auf Europa eingewirkt hat, ist eine offene Frage.

### Reconquista und Kolonialismus
Die Einteilung der Menschen nach ihrem Glauben wurde problematisch, als in Spanien nach dem Abschluss der Reconquista (Alhambra-Edikt) 1492 die Zwangsbekehrung der zahlreichen Juden zum Christentum verordnet wurde und in der Folge viele der zwangsweise „Bekehrten“ insgeheim ihre bisherige Religion weiter pflegten oder dessen verdächtigt wurden (siehe auch Geschichte der Juden in Spanien).
In diesem Zusammenhang erlangte neben der Reinheit des Glaubens auch die Idee einer „limpieza de sangre“ (etwa: „Reinheit des Blutes“; gemeint war wohl ‚Reinheit der Herkunft‘) Bedeutung; der Begriff „Rasse“ bürgerte sich ein, um die Herkunft von Menschen, Familien oder größeren Gruppen (jüdisch, christlich oder maurisch) zu benennen (zu „Herkunft“ siehe auch Soziale Herkunft, Abstammung).
Eine bedeutende Rolle bei der weiteren Etablierung des Rassebegriffs und der Entwicklung von Rassentheorien spielte der europäische Kolonialismus (einschließlich der Eroberung Amerikas und des transatlantischen Sklavenhandels) seit dem 15. und 16. Jahrhundert, wodurch fortlaufend neues Wissen über bislang unbekannte Weltteile, Ethnien und Sitten nach Europa gelangte. Dabei stützten sich die Kenntnisse über fremde „Rassen“ in jener Zeit zu großen Teilen auf Berichte von Eroberern und Missionaren, welche stark rassistisch geprägt waren. Beliebt waren in damaligen Reiseberichten auch das Motiv des „edlen Wilden“, die religiöse Interpretation auf Grundlage der biblischen Genesis oder die Gleichsetzung fremder Völker mit den Verlorenen Stämmen Israels.

### Aufklärung
In der Aufklärung war „Rasse“ zunächst kein biologischer Begriff, sondern ein historisches Konzept. So betrachtete der französische Historiker Henri de Boulainvilliers in seiner 1727 erschienenen Geschichte des französischen Adels den Adel und das Volk als zwei getrennte Rassen, deren Auseinandersetzungen die Geschichte Frankreichs prägten. Dieses Konzept bereicherte Augustin Thierry nach der Revolution durch die Vorstellung, dass der Adel germanischer oder fränkischer Abstammung sei und das gallisch-keltische Volk somit die Herrschaft einer fremden Rasse abgeschüttelt habe. Ähnliche Ansichten waren zuvor auch schon in England entwickelt worden, wo Rechtsgelehrte wie Edward Coke und John Selden das Herrscherhaus der Stuarts als normannische Fremdrasse der angelsächsischen Bevölkerung gegenübergestellt hatten.
Das Bedürfnis, die Menschheit zu klassifizieren, erwuchs aus der der Aufklärung eigenen Überzeugung, dass die Welt eine sinnvolle Ordnung aufweise, in welcher auch der Mensch seinen Platz habe, und dass es der menschlichen Vernunft möglich sei, diese Ordnung zu erkennen. Traditionell wurde dabei eine hierarchische Stufenleiter (Scala Naturae) angenommen, in der der Mensch über den Tieren stand, aber durch eine kontinuierliche Folge von Übergängen mit diesen verbunden war. Daher wurden die Affen als die am höchsten stehenden Tiere in die unmittelbare Nähe der „niedrigsten“ Menschen gestellt, als welche man gewöhnlich die Schwarzen ansah. Dem entsprach die im Verlauf des 18. Jahrhunderts zunehmende Tendenz in Reiseberichten, die „Wilden“ nicht mehr als edel und in positiver Weise ursprünglich darzustellen, sondern als zurückgeblieben und minderwertig.

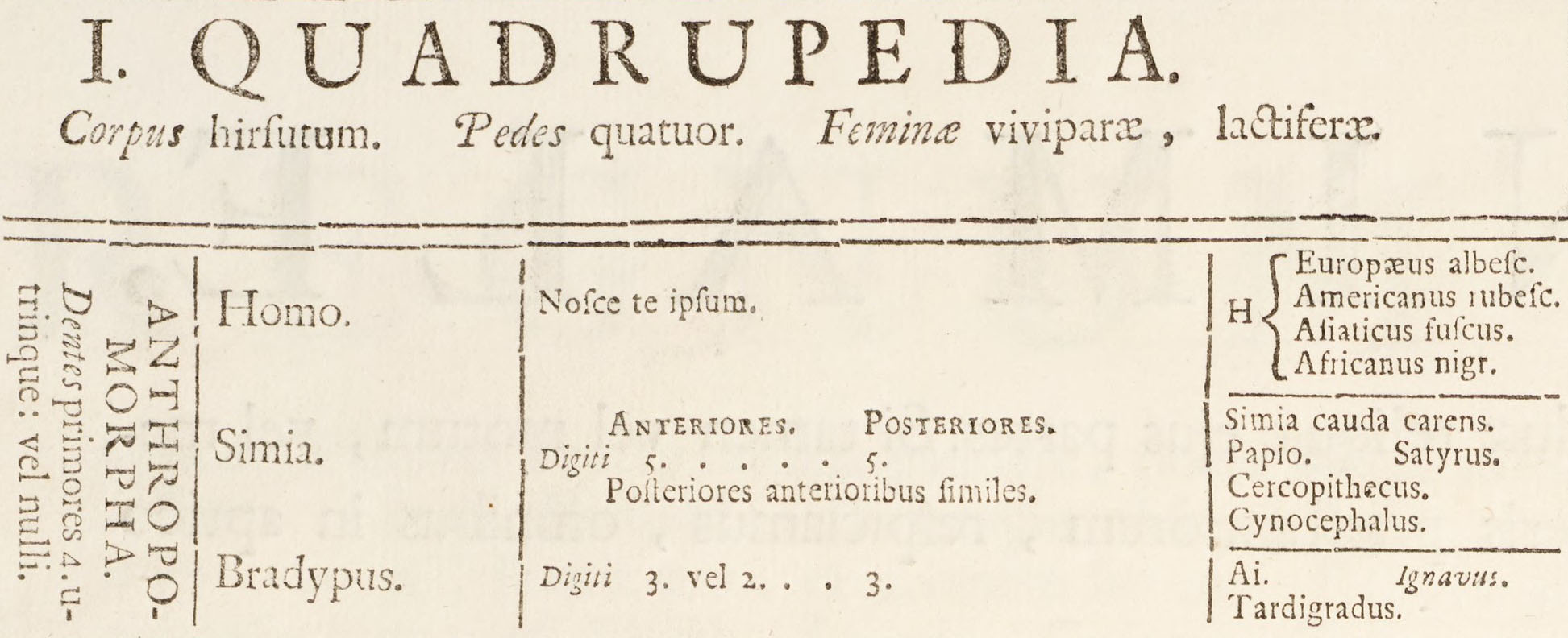
Darstellung der Anthropomorpha (Menschen, Affen und Faultiere) in der 1. Auflage von Linnés Systema Naturae

Carl von Linné, der Begründer der biologischen Systematik, unterteilte in der ersten Auflage von Systema Naturae (1735) die Menschen nach ihrer geographischen Herkunft in die Varietäten Europäer, Amerikaner, Asiaten und Afrikaner. Zusätzlich gab er noch jeweils eine Hautfarbe an, die er jedoch in den späteren Auflagen des Werks mehrfach änderte. Ab der 1758 erschienenen 10. Auflage ordnete er außerdem jeder der vier Varietäten ein Temperament und eine Körperhaltung zu: Den roten Americanus bezeichnete er als cholerisch und aufrecht, den weißen Europaeus als sanguinisch und muskulös, den gelben Asiaticus als melancholisch und steif und den schwarzen Afer als phlegmatisch und schlaff. Die Einteilung nach Temperamenten fußte noch auf der antiken Vier-Elemente-Lehre und der an diese anschließenden Lehre von den vier Körpersäften, und sie war somit essentialistisch und nicht empirisch.
Der erste Naturforscher, der in systematischer Weise die Bezeichnung „Rasse“ bei der Unterteilung der Menschheit verwendete und in diesem Sinn in der Wissenschaftssprache etablierte, war Georges-Louis Leclerc de Buffon in seiner Histoire naturelle (1749).
1775 erschienen zwei Werke von Johann Friedrich Blumenbach und Immanuel Kant, in denen die gesamte Menschheit in vier Varietäten bzw. Rassen eingeteilt wurde. Bei Kant war – wie bei vielen seiner Zeitgenossen – mit der Unterscheidung von Rassen eine Über- bzw. Unterordnung verbunden: Seiner Ansicht nach unterschieden die Rassen sich in ihrer Bildungsfähigkeit. An der Spitze der Vernunftbegabten standen die weißen Europäer. So nannte die von Kant gehaltene Vorlesung Physische Geographie (von Theodor Rinck 1802 nach Entwurfsnotizen Kants und Hörermitschriften möglicherweise ungenau rekonstruiert): „In den heißen Ländern reift der Mensch in allen Stücken früher, erreicht aber nicht die Vollkommenheit der temperierten Zonen. Die Menschheit ist in ihrer größten Vollkommenheit in der ‚race‘ der Weißen. Die gelben Inder haben schon ein geringeres Talent. Die Neger sind tiefer, und am tiefsten steht ein Teil der amerikanischen Völkerschaften.“ Die Erklärung der Rassenunterschiede durch das Klima übernahm Kant zeitweilig von französischen Vordenkern wie Montesquieu; später distanzierte er sich davon und betonte die Erblichkeit der Rassenmerkmale; in späteren Texten begann er jedoch den Sinn des Rassenbegriffs als solchen zu bezweifeln. Blumenbach prägte den Begriff „kaukasisch“ zur Klassifikation der „weißen Rasse“ und behauptete, die ästhetisch schönsten Exemplare dieser Rasse kämen von den Südhängen des Kaukasus in Georgien. Im Gegensatz zu Kant vertrat er die Ansicht, dass es keine eindeutig voneinander abgrenzbaren und unwandelbaren Rassetypen gebe, sondern dass eine Rasse unmerklich in die andere übergehe. Er kritisierte auch, dass man (namentlich Linné) bisher die Rassen zu schematisch nach den Kontinenten eingeteilt habe, und ergänzte 1795 seine Einteilung um eine fünfte Varietät. Eine Unterscheidung unterlegener und überlegener Rassen lehnte er ab. Er war aber auch der Erste, der im Kontext einer anthropologischen Taxonomie von einer eigenen „jüdischen Rasse“ sprach.
Ein wichtiger Faktor für die Erklärung der Differenzen zwischen den einzelnen „Rassen“ war das Klima. Die Vorstellung herrschte vor, dass sich unterschiedliche klimatische Verhältnisse, insbesondere die Unterschiede in den Temperaturverhältnissen, auf die Ausbildung unterschiedlicher Rassen auswirken würden. Man ging davon aus, dass die Pluralität von „Rassen“ eine Anpassung an verschiedene klimatische Verhältnisse sei. Das betraf phänotypische Merkmale wie Hautfarbe und Körperbau. Darüber hinaus vermutete man, dass es auch einen „spezifischen Charakter der Völker und Rassen“ geben könnte, der ebenfalls durch das Klima bedingt oder wenigstens beeinflusst würde. Vielfach unterstellte man „südlichen Rassen“ geringeren Freiheitsdrang als nördlichen, weswegen im warmen Süden vor allem Despotien vorherrschen, während im gemäßigten Klima Mitteleuropas sich republikanische, aufgeklärte Staatsformen durchsetzen würden. Die behauptete Überlegenheit Europas wurde damit als natürlich erklärt. Unsicher war man allerdings in der Frage, ob die Rassenmerkmale erblich festgelegt oder reversibel waren, wenn sich die klimatischen Bedingungen veränderten beziehungsweise, wenn man die Angehörigen bestimmter „Rassen“ in ein anderes Klima verbrachte.
Neben physischen Faktoren wie der Hautfarbe und der geographischen Verbreitung spielten bei rassentheoretischen Erörterungen jener Zeit vielfach auch ästhetische und moralische Bewertungen eine Rolle. So legte schon François Bernier in seiner Nouvelle Division de la Terre (1684) besonderen Wert auf die unterschiedliche Schönheit der Frauen der verschiedenen Rassen. Christoph Meiners schrieb in seinem Grundriss der Geschichte der Menschheit (1785): „Eines der Hauptmerkmale der Stämme und Völker ist die Schönheit oder Hässlichkeit des ganzen Körpers oder des Gesichtes.“ Als Schönheitsideale dienten in diesem Zusammenhang Kunstwerke der griechischen Antike, und auch bei der moralischen Bewertung orientierte man sich an dem antiken Ideal der Mäßigung und der Beherrschung der Leidenschaften, das vor allem durch die zeitgenössischen religiösen Wiedererweckungsbewegungen des Methodismus und Pietismus vermittelt wurde. Mit der Physiognomik und der Phrenologie kamen zeitweilig sehr populäre Lehren hinzu, die Zusammenhänge zwischen der äußeren Erscheinung eines Menschen und der geistig-moralischen Ebene postulierten und bald auch in den Bereich der Rassentheorien Eingang fanden.
In der Neuen Welt und insbesondere in den USA hatte eine Einteilung der Menschheit großen Einfluss, die der britische Historiker Edward Long 1774 in seiner History of Jamaica (Kapitel Negroes) vornahm und die 1788 auch im Columbia Magazine abgedruckt wurde. Long kannte Schwarze nur als Sklaven, und er behauptete einen grundlegenden Unterschied zwischen ihnen und den Weißen. Insgesamt unterteilte er die Gattung Homo in drei Arten: Weiße (im weitesten Sinn), Neger (Negroes) und Orang-Utans (einschließlich anderer schwanzloser Affen). Diese Abhandlung bildete die theoretische Grundlage des anti-negriden Rassismus in Nordamerika.

### 19. Jahrhundert
Die erste Hälfte des 19. Jahrhunderts war, wie der Historiker Christian Geulen schreibt, „die Epoche der wohl breitesten und vielfältigsten Verwendung des Rassenbegriffs“. Während er in der Naturwissenschaft nur am Rande rezipiert wurde, erfreute er sich in anderen Bereichen, von der Kategorisierung der neuen sozialen Lebensformen in den ausufernden Elendsquartieren der Arbeiter in Industriestädten bis zur Kennzeichnung individueller Merkmale, großer Beliebtheit. In der zweiten Hälfte des Jahrhunderts jedoch machte sich, angestoßen durch die 1859 publizierte Evolutionstheorie Charles Darwins, eine „Biologisierung“ der Ethnologie geltend, wodurch der Begriff der Rasse wieder verstärkt als biologische Kategorie wahrgenommen wurde.

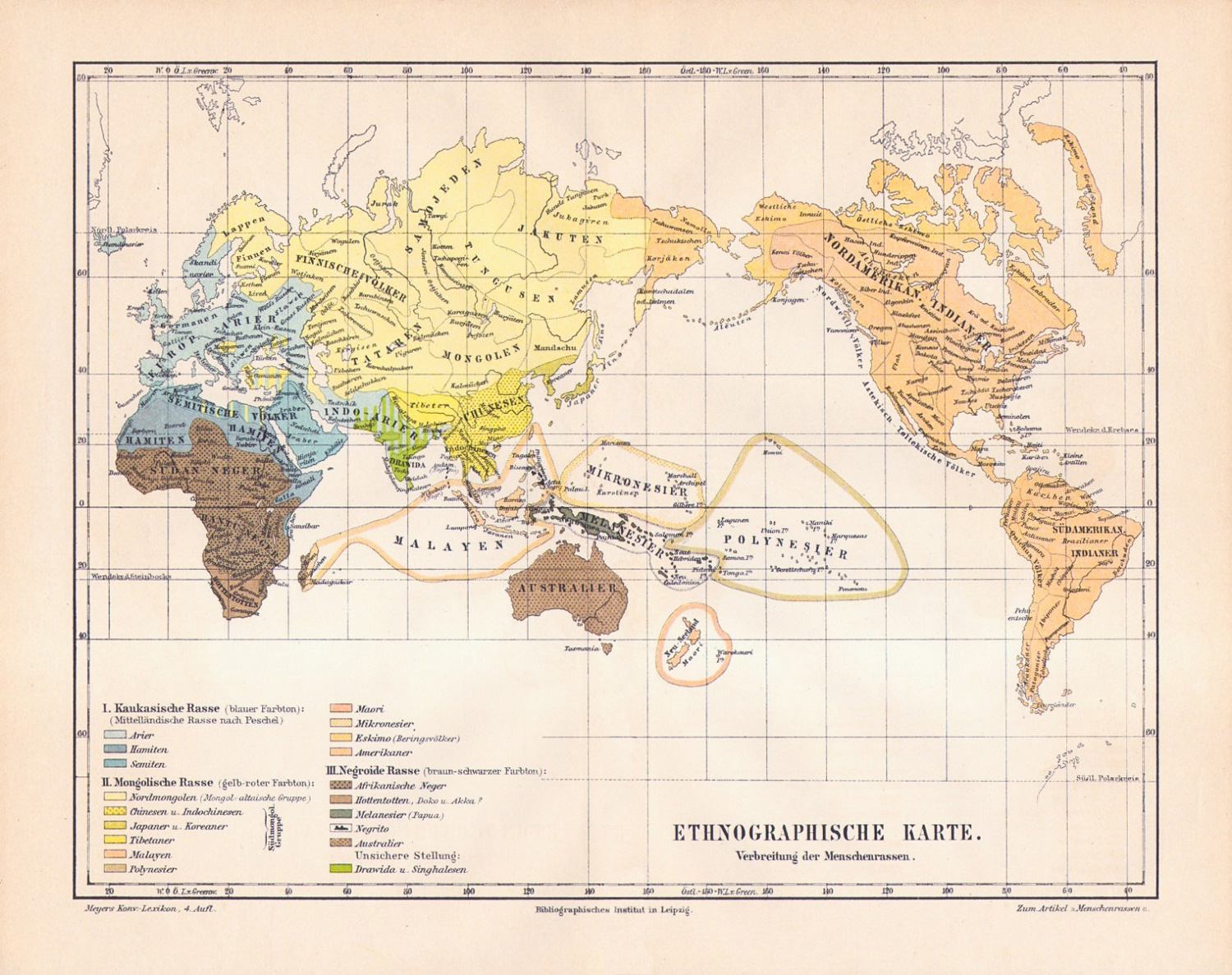
Karte der Verbreitung der Menschenrassen aus Meyers Konversationslexikon, 4. Auflage. 1885–1890

Als neue Quelle für Kenntnisse fremder „Rassen“ kamen im 19. Jahrhundert Berichte von Forschungsreisen hinzu, an denen Zoologen, Anthropologen und Völkerkundler teilnahmen.
Unter den Naturwissenschaftlern und Naturphilosophen jenes Jahrhunderts, die sich mit der Materie befassten, waren neben Blumenbach Georges Cuvier, James Cowles Prichard und Louis Agassiz bedeutend. Cuvier zählte drei Rassen, Prichard sieben, Agassiz acht. Vor allem im deutschsprachigen Raum lieferte die in der ersten Hälfte des 19. Jahrhunderts äußert populäre vordarwinsche Idee einer mehrfachen spontanen Entstehung des Menschen aus nichtbelebter Materie in unterschiedlichen Klimazonen (etwa aus „urzeitlichen Bläschen“ in milden Gewässern oder aus „eierartigen Gebilden“ im Uferschlamm) Stoff für Rassentheorien, in denen aus den angeblichen Entstehungsgebieten entsprechende Fähigkeiten (bzw. Mangel an Fähigkeiten) abgeleitet wurden.
Einige Autoren entwickelten feinere Unterteilungen; so unterschied Jean Baptiste Bory de Saint-Vincent 24 und Joseph Deniker allein in Europa 29 Rassen. Die Tendenz, eine immer größere Anzahl von Rassen zu unterscheiden und den Begriff der Rasse dem der Nation anzunähern, machte sich besonders ab Mitte des 19. Jahrhunderts geltend.
Großen Einfluss erlangte der französische Schriftsteller Arthur de Gobineau mit seinem 1852 bis 1854 in vier Bänden erschienenen Essai sur l’inégalité des races humaines (Versuch über die Ungleichheit der Menschenrassen), in dem er das etablierte Motiv des Rassenkampfes durch das Thema Rassenvermischung ergänzte und versuchte, die Geschichte der Völker und Nationen auf diese beiden Faktoren zurückzuführen. Entscheidend für die kulturelle Entwicklung sei, dass sich fortschreitende Völker in ihren Rasse-Eigenschaften von anderen unterscheiden, und die Vermischung der Rassen führe zum Niedergang. Dies wurde von zahlreichen anderen Autoren aufgegriffen und bildete die theoretische Grundlage für vielfältige rassistische Praktiken bis weit in das 20. Jahrhundert hinein. (Die Vorstellung, dass Rassenmischung schädlich sei, war damals plausibel, da man die Vererbung an das Blut gebunden dachte, bei dessen fortschreitender Mischung wertvolle Anlagen durch Verdünnung verloren gingen.) Folgenreich war auch Gobineaus Übertragung des ursprünglich in der Sprachwissenschaft geprägten Begriffes „Arier“ in den Bereich der Rassentheorien. Gobineau erhob die „Arier“ zur „Herrenrasse“, die er als höchsten Kultur- und Zivilisationsträger der Menschheit ansah und der gegenüber alle anderen Menschenrassen folglich als minderwertig zu gelten hätten. Sein Essai entfaltete seine Wirkung insbesondere im deutschen Sprachraum, wo sich vor allem Karl Ludwig Schemann als Übersetzer des Essais und Cosima Wagner, die einflussreiche Ehefrau des Komponisten Richard Wagner, stark dafür einsetzten.
Im Rahmen der Kolonialisierung und der christlichen Mission in Afrika wurden im 19. Jahrhundert verschiedene ethnologisch inspirierte Rassentheorien aufgestellt, unter anderem die von John Hanning Speke begründete Hamitentheorie. Diese sagte aus, dass diejenigen Völker, deren Sprache über Nominalklassen verfügt, kulturell höherwertiger seien als andere. Es wurde argumentiert, dass sich solche Völker kulturell an die abendländisch-morgenländischen Zivilisationen anschließen ließen. Diese Theorie diente zur Auswahl von „Herrenvölkern“ in den jeweils besetzten Territorien.
Ein weiteres Motiv der „Rassenkunde“, das gegen Ende des Jahrhunderts aufkam und bald sehr populär wurde, war die Eugenik als Idee, die Entwicklung von Rassen künstlich zu steuern. Zu den einflussreichsten Verfechtern dieses Anliegens gehörten Francis Galton und Houston Stewart Chamberlain. Ähnliche Ansichten vertrat auch Ernst Haeckel.
In der Theosophie der russisch-amerikanischen Okkultistin Helena Blavatsky wurde um 1888 die Lehre von den Wurzelrassen verbreitet, der zufolge sich die spirituelle Menschheitsentwicklung so vollzieht, dass die Seele des einzelnen Menschen in Körper der verschiedenen „Wurzelrassen“ wiedergeboren wird. Diese Lehre griff im frühen 20. Jahrhundert die Ariosophie auf, in abgeschwächter Form auch Rudolf Steiners Anthroposophie.

### 20. Jahrhundert

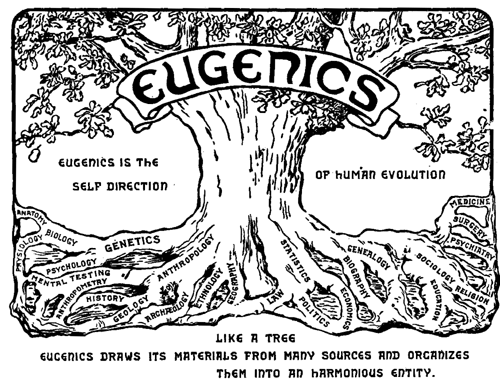
„Eugenik ist die Selbststeuerung der menschlichen Evolution“: Logo der zweiten Internationalen Eugenik-Konferenz, 1921

Ende des 19. Jahrhunderts war die Entwicklung der Rassentheorien im Wesentlichen abgeschlossen. Die Menschheit wurde demnach in drei oder vier „Großrassen“ wie Europide, Mongolide, Australide und Negride sowie eine Vielzahl von Rassen untergliedert. Um die Jahrhundertwende trat die Eugenik in den Vordergrund der rassentheoretischen Erörterungen, und in den folgenden Jahrzehnten wurde sie in der Praxis umgesetzt. Erste Projekte zur Züchtung von „rassisch hochwertigen“ Menschen durch gezielte Partnerwahl wurden in Deutschland und England schon in den 1890er Jahren begonnen, und parallel traten in den USA und in Skandinavien erste Fortpflanzungsverbote und Zwangssterilisationen sogenannter „Minderwertiger“ in Kraft. Auch in außereuropäischen Kolonien wurden eugenische Projekte gestartet, und 1912 fand in London der erste eugenische Weltkongress statt. In den 1920er und 1930er Jahren galt die Eugenik als eine der innovativsten Wissenschaften, und sie wurde fast überall auch staatlich unterstützt.
Die schärfste Zuspitzung und Radikalisierung erfuhr das rassenbiologische Denken im Nationalsozialismus. Dort war es nicht nur Bestandteil der Propaganda, sondern ein zentraler Punkt der Ideologie und der betriebenen Politik. Adolf Hitlers Buch Mein Kampf enthielt ein umfangreiches Kapitel über Eugenik, und den von ihm entfesselten Krieg einschließlich der sogenannten Konzentrationslager betrachtete er als einen Überlebenskampf zwischen Rassen. 1935 wurde der Lebensborn gegründet. Unterstützt wurde die „Nationalsozialistische Rassenhygiene“ auch von deutschen Wissenschaftlern. Von den bekanntesten Anthropologen, Humangenetikern und Rassenhygienikern der NS-Zeit, deren Personalakten im Berlin Document Center (BDC) lagern, waren mehr als 90 % Mitglieder der NSDAP. Ein Zentrum der rassenbiologischen Ideologie war die Universität Jena. Dort lehrten im Nationalsozialismus vier Professoren für menschliche Rassenkunde: Hans F. K. Günther, Karl Astel, Gerhard Heberer und Victor Julius Franz.
In einem medizinischen Lehrbuch wurde 1940 „für das deutsche Volk eine rassische Zusammensetzung hauptsächlich aus vier Rassenelementen angenommen“, von denen ein so genanntes nordisches Rassenelement das vorherrschende sein solle. Außerdem wurden weitere angebliche Rassen – eine „alpine oder ostische Rasse“, eine „dinarische“ und eine „mediterrane oder westische Rasse“ sowie eine „dalische oder fälische“ und eine „ostbaltische Rasse“ – aufgeführt und beschrieben. Analog schrieb Otto Palandt 1939 im Gesetzeskommentar zum Blutschutzgesetz, dass „das deutsche Volk sich aus Angehörigen verschiedener Rassen (der nordischen, fälischen, dinarischen, ostischen, ostbaltischen, westischen Rasse) und ihren Mischlingen zusammensetzt.“
1942 veröffentlichte der Anthropologe Ashley Montagu, der spätere UNESCO-Berichterstatter zum Statement of Race, sein Buch Man’s Most Dangerous Myth: The Fallacy of Race, eine einflussreiche Erörterung, die argumentierte, dass Rasse ein soziales Konzept ohne genetische Grundlage sei.
Nach dem Zweiten Weltkrieg und den Gräueln des Holocaust setzte die UNESCO 1949 ein Komitee von Anthropologen und Soziologen aus verschiedenen Ländern ein, das eine Erklärung zur Rassenproblematik erarbeitete, die 1950 veröffentlicht wurde. Darin wurde festgehalten, dass im allgemeinen Sprachgebrauch zumeist Menschengruppen als „Rassen“ bezeichnet wurden, welche der gültigen Definition dieses Begriffs in der Wissenschaft nicht entsprachen, etwa Amerikaner, Katholiken oder Juden. Insofern im Rahmen der Wissenschaft von Menschenrassen gesprochen werde (etwa bei der Unterscheidung von Mongoliden, Negroiden und Caucasoiden), beziehe sich das nur auf physische und physiologische Unterschiede. Dagegen gebe es keine Belege für nennenswerte Rassenunterschiede bei geistigen Eigenschaften wie der Intelligenz oder dem Temperament, und auch nicht in sozialer oder kultureller Hinsicht. Des Weiteren gebe es aus der Sicht der Biologie keine Hinweise darauf, dass eine Vermischung von Rassen nachteilige Auswirkungen habe. An diese Erklärung schloss sich 1965 das Internationale Übereinkommen zur Beseitigung jeder Form von Rassendiskriminierung an. In der Praxis blieb allerdings in den Südstaaten der USA noch bis in die späten 1960er Jahre die Rassentrennung erhalten, und in Südafrika wurde die Apartheid erst 1990 überwunden.

### 21. Jahrhundert
Unabhängig von Rassentheorien spielt das Aussehen (Phänotyp) der Menschen in manchen Zusammenhängen eine Rolle, etwa bei einer Fahndung der Polizei. Dabei werden die allgemein bekannten Assoziationen von fremdartigem Aussehen vorausgesetzt, die entstehen, wenn die Herkunftsregion einer Person benannt wird, z. B. europäisch, asiatisch, indisch, arabisch, afrikanisch, lateinamerikanisch usw.
Die Bezeichnung „Rasse“ als Begriff für Ethnien beziehungsweise im Sinne einer Selbstzuschreibung in amtlichen Fragebögen wird in den USA noch heute verwendet (siehe Race (United States Census)).
Im lateinamerikanischen Raum werden die Bevölkerungsgruppen vieler Länder auch heute noch „Rassen“ zugeordnet, wobei der lateinamerikanische Begriff raza biologische und ethnisch-kulturelle Dimensionen einschließt. Die Klassifizierung spiegelt sich in ausgeprägten Hierarchien zwischen den verschiedenen „Rassen“ (z. B. in Brasilien oder Guatemala) wider. So besteht die Oberschicht der meisten Staaten Lateinamerikas vorwiegend aus „Weißen“, während Indianer und Schwarze in erster Linie die breite Masse der Unterschicht ausmachen. Ein sehr großer Teil der Bevölkerungen Lateinamerikas wird heute aufgrund der jahrhundertelangen Vermischungen von Menschen indianischer und europäischer Abstammung gebildet. Für sie wird in den kulturellen und „rassischen“ Homogenisierungskonzepten Lateinamerikas die Bezeichnung Mestizen verwendet (ähnlich der Bezeichnung Mulatte für Nachfahren europäischer und afrikanischer Menschen). Sie dient vor allem zur Etablierung einer nationalen Identität. In der Regel werden „Weiße“ und die „weiße Kultur“ – die sich an Europa und den USA orientieren – als überlegen betrachtet, weswegen sie von anderen Kulturen adaptiert werden solle.

## Überwindung
Ein früher Kritiker der Rassentheorien Linnés, Kants und Blumenbachs war Johann Gottfried Herder, der in seinen Ideen zur Philosophie der Geschichte der Menschheit (1784–1791) eine Einteilung der Menschheit in Rassen ablehnte.
Um 1900 traten im deutschen Sprachraum kritische Stimmen auf, die der Rassenbiologie eine Mitverantwortung für den zunehmenden Antisemitismus zuschrieben und antisemitische Erscheinungen innerhalb der Biologie und Anthropologie ansprachen. Die Existenz von Menschenrassen wurde dabei jedoch nicht grundsätzlich in Zweifel gezogen; die Kritik wendete sich speziell gegen die Annahme einer arischen und einer semitischen (jüdischen) Rasse und gegen die Wertung von Rassen als höher oder niedriger stehend.
Als Reaktion auf die rassistische Politik der Nationalsozialisten schrieben Julian Huxley und Alfred C. Haddon ihr 1935 erschienenes Buch We Europeans: A Survey of Racial Problems, in dem sie darlegten, dass es für die Annahme verschiedener, voneinander abgegrenzter Menschenrassen innerhalb Europas keine wissenschaftliche Grundlage gebe. Derartige Klassifikationen anhand phänotypischer oder somatischer Merkmale und darauf basierende Bewertungen lehnten sie als pseudowissenschaftlich ab. Sie forderten, den Terminus „Rasse“ aus dem wissenschaftlichen Vokabular zu streichen und anstelle von Menschenrassen von „ethnischen Gruppen“ zu sprechen, da diese keinen biologischen Bezug besitzen, sondern soziologisch definiert sind. Die biologische Systematisierung der europäischen Menschentypen sei ein subjektiver Vorgang und der Mythos des Rassismus lediglich ein Versuch, den Nationalismus zu rechtfertigen. An der Untergliederung der gesamten Menschheit in drei große Gruppen hielten sie jedoch fest, wobei sie allerdings vorschlugen, auch in diesem Fall nicht mehr von Rassen, sondern von Unterarten zu sprechen.
Bis in die 1990er Jahre hinein blieb aber die Rede von Menschenrassen in der Biologie gebräuchlich. So enthält Kindlers Enzyklopädie Der Mensch (1982) zwei Kapitel über „Die Rassenvielfalt der Menschheit“ und „Rassengeschichte und Rassenevolution“, und im Herder Lexikon Biologie von 1983 bis 1987, Nachdruck 1994, beginnt der Eintrag Menschenrassen mit den Worten: „Wie andere biologische Arten ist auch der heutige Homo sapiens (Mensch) in jeweils relativ einheitliche Rassen mit charakteristischen Genkombinationen gegliedert.“ Entsprechend nannte auch der Historiker Imanuel Geiss in seiner 1988 erschienenen Geschichte des Rassismus die Existenz von Menschenrassen „als realhistorische Realität in ihrer Elementarität unbestreitbar“.

Globale Verteilung der Hautfarben bei indigenen Bevölkerungen, basierend auf von Luschans Farbskala

Populationsgenetiker wie Richard Lewontin und Luigi Luca Cavalli-Sforza argumentieren seit den 1970er Jahren, dass äußerliche Unterschiede wie Haut- und Haarfarbe, Haarstruktur und Nasenform lediglich Anpassungen an unterschiedliche Klima- und Ernährungsbedingungen sind, die nur von einer kleinen Untergruppe von Genen bestimmt werden. Tatsächlich ähneln nordamerikanische Indigene in den äußeren Merkmalen, die traditionell zur Unterscheidung von Rassen herangezogen werden, mehr den Europäern als den südamerikanischen Indigenen, obwohl sie mit letzteren herkunftsmäßig viel näher verwandt sind, und die seit langer Zeit von der übrigen Menschheit isolierten australischen Aborigines erscheinen den Schwarzafrikanern relativ ähnlich.
Die Genetiker verwendeten dabei den biologischen Populationsbegriff. Zur Abgrenzung vom untauglichen Rassebegriff definierte ihn Cavalli-Sforza für den Menschen jedoch mehr statistisch als biologisch: „Eine Gruppe von Individuen, die einen präzise bestimmten Raum, gleich welcher Art, bewohnen.“ Eine (Menschen-)Population entspricht demnach der heterogenen Bevölkerung eines Gebietes und nicht einer (angeblich homogenen) Rasse. Es wird eine willkürlich gewählte Abgrenzung gewählt, die sich nicht auf irgendwelche typologischen Merkmale bezieht. Es mag irritieren, dass man die alten Rassebezeichnungen dennoch in humangenetischen Studien findet. Hier wurden die Grenzen der Populationen bewusst nach den Rassentheorien gezogen, um diese anschließend zu widerlegen. Cavalli-Sforza schreibt in diesem Zusammenhang: „Natürlich muß man die zu untersuchenden Populationen so auswählen, daß man interessante Ergebnisse erhält.“
In der Deklaration von Schlaining erklärte eine Gruppe von Wissenschaftlern 1995, dass sich die Unterscheidung von Menschenrassen als in sich homogener und klar gegeneinander abgrenzbarer Populationen aufgrund jüngster Fortschritte der Molekularbiologie und der Populationsgenetik als unhaltbar erwiesen habe. Die genetische Vielfalt der Menschheit sei nur gradueller Natur und lasse keine größeren Diskontinuitäten erkennen. Daher sei jeder typologische Ansatz zur Unterteilung der Menschheit ungeeignet. Des Weiteren seien die erblichen Unterschiede zwischen verschiedenen Menschengruppen nur gering im Vergleich zur Varianz innerhalb dieser Gruppen. Aufgrund äußerlicher Unterschiede, die nur Anpassungen an verschiedene Umweltbedingungen seien, grundlegende genetische Unterschiede anzunehmen, sei ein Trugschluss. Eine im Tenor übereinstimmende, aber auf die besonderen, historisch bedingten Verhältnisse in den USA zugeschnittene Erklärung gab die American Association of Anthropologists 1998 heraus.
Populationsgenetische Studien ergaben, dass etwa 85 % der genetischen Variation innerhalb solcher Populationen wie der Franzosen oder der Japaner zu finden sind. Dagegen sind die genetischen Unterschiede zwischen den traditionell aufgrund der Hautfarbe unterschiedenen „Rassen“ mit etwa 6 bis 10 % vergleichsweise gering. Hinzu kommt, dass auch diese vermeintlich rassenspezifischen Unterschiede bei genauerer Untersuchung der geographischen Verbreitung keine klaren Grenzen erkennen lassen. Die Übergänge zwischen den „Rassen“ sind (mit Ausnahme der australischen Aborigines) fließend. Diese empirischen Befunde, die durch Fortschritte bei der Sequenzierung von DNA und Proteinen ermöglicht wurden, führten dazu, dass heute die große Mehrheit der Anthropologen eine Aufteilung der Menschheit in Rassen ablehnt.
Die Diskrepanz zwischen der Verschiedenheit in der äußeren Erscheinung und der Gleichförmigkeit der genetischen Ausstattung erklären Luca und Francesco Cavalli-Sforza in ihrem Buch Verschieden und doch gleich (1994) folgendermaßen:

„Die Gene, die [im Verlauf der Evolution] auf das Klima reagieren, beeinflussen die äußeren Merkmale des Körpers, weil die Anpassung an das Klima vor allem eine Veränderung der Körperoberfläche erforderlich macht (die sozusagen die Schnittstelle zwischen unserem Organismus und der Außenwelt darstellt). Eben weil diese Merkmale äußerlich sind, springen die Unterschiede zwischen den Rassen so sehr ins Auge, dass wir glauben, ebenso krasse Unterschiede existierten auch für den ganzen Rest der genetischen Konstitution. Aber das trifft nicht zu: Im Hinblick auf unsere übrige genetische Konstitution unterscheiden wir uns nur geringfügig voneinander.“

Das Argument, dass die genetische Varianz innerhalb einer Gruppe von Homo sapiens größer sei als die zwischen verschiedenen Gruppen, wurde im Jahr 2003 von dem Genetiker und Evolutionsbiologen Anthony W. F. Edwards kritisiert: Die Aussage treffe nur zu, wenn man Allele an einem einzelnen Genlocus betrachte. Sofern man jedoch Interkorrelationsmuster zwischen verschiedenen Genen und die sich daraus ergebenden Gencluster betrachte, wie sie mit moderneren Verfahren wie der Clusteranalyse oder der Principal Component Analysis gewonnen werden können, kehre sich das Bild um. Edwards argumentiert, dass man ein Individuum durchaus einer bestimmten, biologisch definierten Gruppe zuordnen könne, wenn man eine bestimmte Anzahl an Genen statt nur jeweils einzelne Gene betrachtet. Der Artikel, in welchem er seine Überlegungen vorstellte, wurde in Anspielung an seinen Kollegen als „Lewontin’s fallacy“ (dt. Lewontins Fehlschluss) bezeichnet. Sein Kollege David J. Witherspoon konnte 2007 diese These experimentell bestätigen, indem mittels Multilocus Sequence Typing mehrere hundert Loci zugleich erfasst wurden. Jedoch bleibt fraglich, inwieweit sich aus diesen genetischen Variationen Bezüge zu dem soziokulturellen „Konzept Rasse“ ableiten lassen.
Edwards’ Kritik wurde vom biologischen Anthropologen Jonathan M. Marks zurückgewiesen. Dass es möglich sei, Diversitätsmuster menschlicher Allele mit Geographie zu korrelieren, sei zwar richtig, aber trivial. In der Tat ist es möglich, anhand genetischer Daten die Herkunftsregion eines Menschen einzugrenzen. Der Anspruch der Rassentheorie war aber viel größer. Diese versuchte, große Cluster von Menschen zu entdecken, die innerhalb der eigenen Gruppe homogen und verschieden zu anderen Gruppen sind, die dann als Rassen klassifiziert werden könnten. Lewontins Analyse und ihre späteren Bestätigungen zeigten, dass solche Gruppen in der menschlichen Spezies nicht existieren.
Der Anthropologe Ulrich Kattmann vertritt die Ansicht, „dass die Rassenklassifikationen der Anthropologen von den Anfängen bis heute nicht naturwissenschaftlich fundiert sind, sondern Alltagsvorstellungen und sozialpsychologischen Bedürfnissen entspringen“. Zudem seien sie grundsätzlich mit einer wertenden Diskriminierung verbunden und somit rassistisch. Als Beispiel für die sozialpsychologische Bedingtheit nennt Kattmann die weitgehend willkürliche Konstruktion der Hautfarben. So werden die Chinesen seit Linné als „gelb“ bezeichnet, obwohl ihre Haut keineswegs gelb ist, sondern in der durchschnittlichen Pigmentierung derjeniger „weißer“ Südeuropäer entspricht. Genauso wenig sind die Indianer, die indigenen Völker Amerikas, rot.
Im deutschsprachigen Raum wurde, wie die Wissenschaftshistorikerin Veronika Lipphardt schreibt, die Rassenbiologie „im historischen Rückblick auf den Nationalsozialismus […] geradezu zum Inbegriff von Pseudowissenschaft.“ In diesem Kontext gelten „Rassentheoretiker“, namentlich Gobineau und Chamberlain, als „nichtwissenschaftlich“, und von ihnen aus führe „eine direkte Linie“ zu Hitlers Mein Kampf und zur Vernichtungspolitik des NS-Staates. Seit der Niederlage des Nationalsozialismus 1945 sei demnach die Rassenbiologie als Irrlehre enttarnt und überwunden. Es sprächen allerdings zwei Befunde gegen dieses Narrativ, so Lipphardt weiter. Zum einen wurde die Rassenbiologie in Deutschland und andernorts „schon lange vor 1945 als Pseudowissenschaft bezeichnet“, zum anderen endete die Geschichte der Rassenbiologie weder in Deutschland noch anderswo mit der Niederlage des NS-Regimes. Unter dem Konzept der Population boten sich neue Möglichkeiten an, Humandiversität zu erforschen. Eine Einteilung der Menschheit in wenige Gruppen habe sich in verschiedenen akademischen und nichtakademischen Kontexten erhalten.
Cavalli-Sforza schlägt 38 geographisch unterscheidbare menschliche Populationen nach ihrer genetischen Verwandtschaft und ihrer Zugehörigkeit zu 20 Sprachfamilien vor und orientiert sich an der Klassifikation von Merritt Ruhlen.
Seit 2013 verzichtete Brandenburg – wie von Anfang an Thüringen – auf den Begriff der Rasse in seiner Verfassung. Artikel 12 Absatz 2 der Verfassung des Landes Brandenburg lautet nun: „Niemand darf wegen der Abstammung, Nationalität, […] oder aus rassistischen Gründen bevorzugt oder benachteiligt werden.“ Artikel 2 Absatz 3 der Verfassung des Freistaats Thüringen lautet: „Niemand darf wegen seiner Herkunft, seiner Abstammung, seiner ethnischen Zugehörigkeit, […] bevorzugt oder benachteiligt werden.“
2019 verabschiedete die Deutsche Zoologische Gesellschaft unter Martin S. Fischer, Uwe Hoßfeld, Johannes Krause und Stefan Richter die Jenaer Erklärung, nach der das Rassenkonzept „Ergebnis von Rassismus und nicht dessen Voraussetzung“ sei. Weitere prominente Mitglieder wie der Kriminalbiologe und Politiker Mark Benecke begrüßten den Beschluss und forderten eine Anpassung von Artikel 3 des Grundgesetzes. Ein Artikel in der Zeit wertete die Erklärung in erster Linie als politisches Zeichen in einer Zeit, in der rassistische Vorstellungen immer weiter in die Mitte der Gesellschaft rückten. Auch der Antisemitismusbeauftragte der deutschen Bundesregierung Felix Klein sprach sich dafür aus, den „Rasse“-Begriff aus dem Grundgesetz zu streichen, da dieser Begriff „ein soziales Konstrukt“ sei. Andererseits äußerte sich Andrea Lindholz (CSU), seit 2018 Vorsitzende des Ausschusses für Inneres und Heimat im Bundestag, entschieden dagegen, in der bundesdeutschen Verfassung das Wort „Rasse“ zu streichen, was sie als „eher hilflose[n] Scheindebatte“ bezeichnet. Eine Streichung könne zudem die Rechtsprechung erschweren, sagte sie. Nach Ansicht von Stephan Hebel steht sie mit diesem „Rassismus der Mitte“ jedoch „beispielhaft für ein Verhalten, das rassistische Strukturen durch Duldung begünstigt und Widerstand verweigert.“

## „Rassen“ in der biomedizinischen Forschung
Der Begriff „Rasse“ (englisch: race) erlebte, abseits seiner sonstigen Verwendungen, eine gewisse Renaissance innerhalb der biomedizinischen Forschung in den USA. Dies steht in Zusammenhang mit den Pharmakogenetik genannten Bestrebungen, individuelle Merkmale des Erbguts, die sich auf die Neigung zu Krankheiten oder die Reaktion auf Medikamente auswirken können, zur Verbesserung der Therapie nutzbar zu machen. Zwar strebt die sogenannte personalisierte Medizin eigentlich eine individuelle Behandlung jedes Menschen an, aber einige Mediziner sehen auch schon in der differenzierten Behandlung von Menschengruppen unterschiedlicher genetischer Abstammung einen Vorteil (sogenannte stratifizierte, also geschichtete Medizin). In den USA gilt seitens staatlicher Stellen wie der FDA die Empfehlung, Daten zur „Rasse“ (race), neben Angaben zum Lebensalter und zum Geschlecht, zum Beispiel im Rahmen von klinischen Studien zu erheben, deren erste Fassung stammt von 2003. Für Empfänger staatlicher Forschungsgelder, etwa des HHS, ist dies zwingend vorgeschrieben. Die verwendeten Kategorien sind diejenigen der amerikanischen Statistikbehörden und des Zensus (vgl. Artikel Race (United States Census)), erhoben werden sie nach der Selbsteinschätzung der Teilnehmer. Durch die Richtlinien soll, unter anderem, verhindert werden, dass durch die Auswahl der Testpersonen (vorher meist „weiße“, junge und überwiegend gesunde Angehörige der sozialen Mittel- und Oberschichten, z. B. Studenten) die besonderen Bedürfnisse zahlreicher Menschengruppen in den Studien unerkannt bleiben. Von Anfang an stand aber auch die Entwicklung von für bestimmte Patientengruppen maßgeschneiderten Medikamenten im Fokus. Die Verwendung des so definierten Rassenbegriffs ist innerhalb wie außerhalb der fachlichen Debatte von Anfang an umstritten gewesen. Viele sind der Ansicht, die Daten würden nur durch die politischen Vorgaben und, weil sie nun einmal da seien, verwendet, nicht, weil ein besonderer Nutzen der Anwendung empirisch ermittelt worden wäre; sie könnten ein durch Fakten nicht mehr abgedecktes Eigenleben entwickeln. Außerdem verfälschen weitere Variable das Bild, beispielsweise gehören Menschen mit schwarzer Hautfarbe gerade auch in den USA meist der sozialen Unterschicht mit einer bestimmten Lebensweise an, wodurch auch statistisch signifikante Ergebnisse als kausales Erklärungsmodell zweifelhaft sind. Direkt nach genetischen Markern ermittelte direkte Herkunftsnachweise könnten den Zuordnungen aber möglicherweise überlegen sein.
In Europa wird der Begriff Rasse in allen Zusammenhängen vermieden, es werden aber statistische Daten zur Ethnie erhoben, einem Begriff, der neben sozialen Komponenten auch zumindest teilweise im Sinne einer gemeinsamen Abstammung und genetischen Verwandtschaft gedeutet wird (vgl. Ethnizität). Die erhobenen Gruppenzugehörigkeiten unterscheiden sich innerhalb der EU und von den in den USA verwendeten, ihre Verwendung in der medizinischen Forschung ist hier nur ausnahmsweise üblich.
Grundlage des Ansatzes ist, dass Menschen über ihre biologischen Vorfahren auch einen Anteil ihrer genetischen Variation erben. Jedes Allel geht dabei irgendwann auf eine Mutation zurück. Allele von Menschen mit extrem vielen Nachkommen sind dadurch in dieser Nachkommenschaft gruppenspezifisch angereichert, wobei aber immer weitere Allele von den anderen Vorfahren und aus späteren, neuen Mutationen hinzu kommen. Durch die sehr hohe genetische Uniformität der Menschheit im Vergleich zu anderen Tierarten (die auf das geringe genetische Alter der heutigen Population aufgrund erst wenige zehntausend Jahre zurückliegender Wanderungsbewegungen zurückgeht) ist der Anteil allerdings im Vergleich zu anderen Arten gering. Etwa 85 bis 90 Prozent der häufigeren Allele (das sind diejenigen, die in mindestens fünf Prozent der Bevölkerung vorhanden sind) sind zwischen den Menschen auf verschiedenen Kontinenten identisch verteilt. Unter den Allelen sind einige, die die Fitness von Individuen reduzieren oder Krankheiten auslösen, sie werden zusammen als die „Mutationslast“ bezeichnet. Durch die Geschichte der menschlichen Ausbreitung, bei der oft die Abkömmlinge einer kleinen Gründerpopulation ganze Kontinente neu besiedeln konnten, konnten sich seltene nachteilige Allele nach dem Modell des „seriellen genetischen Flaschenhalses“ in (außer-afrikanischen) menschlichen Populationen möglicherweise anreichern. Andere breiteten sich wohl quasi huckepack durch Kombination mit günstigen Allelen, oder pleiotrope günstige Effekte auf andere Merkmale, aus. Berühmte Fälle von Erbkrankheiten aufgrund krankheitsfördernder Allele in Menschengruppen sind das Tay-Sachs-Syndrom bei den Aschkenasim (den mittel- und nordeuropäischen Juden und ihren Nachfahren), die Mukoviszidose bei allen Europäern oder die Sichelzellenanämie bei einigen Populationen afrikanischer Herkunft.
Trotz der umfangreichen Forschungen zum möglichen Nutzen unterschiedlicher Medikamente für Menschen unterschiedlicher „Rassen“ sind die bisherigen Erfolge dieses Ansatzes gering geblieben. Einige zunächst vielversprechende Fallstudien, vor allem zu Betablockern oder Warfarin bei Herzerkrankungen, erbrachten letztlich kaum klinisch verwendbare Resultate, da sich die individuelle Variation als zu groß erwiesen hat, so dass letztlich doch wieder das individuelle Genom entscheidend ist. Berühmt geworden ist die Kontroverse um BiDil, das erste Medikament, das von der amerikanischen FDA im Jahr 2005 spezifisch zur Behandlung von Herzerkrankungen bei Schwarzen zugelassen worden ist. Obwohl viele Ärzte bereit waren, das Mittel besonders bei Patienten mit schwarzer Hautfarbe zu verabreichen, hat die heftige Kritik inzwischen zu einem deutlichen Rückgang der Erwartungen geführt. Wichtige Kritikpunkte sind der geringe wissenschaftliche und methodische Standard einiger der zur Zulassung herangezogenen Studien sowie bekannt gewordene Marketing-Überlegungen des Herstellers (das Mittel, eine Mischung zweier lange bekannter Substanzen, wäre für ein allgemein anwendbares Medikament nur noch sehr kurze Zeit patentierbar gewesen). In einigen Fachbereichen, wie der Psychiatrie, wird der bisherige Nutzen des Ansatzes insgesamt in Frage gestellt.